# باشگاه فوتبال یونیتک
باشگاه فوتبال یونیتک که در لیگ ملی فوتبال پاپوآ گینه نو با نام توکوکو یونیورسیتی لائه شناخته می‌شود، یک باشگاه فوتبال نیمه حرفه‌ای است که در لائه، پاپوآ گینه نو واقع شده است. این باشگاه در حدود سال ۱۹۹۴ تاسیس شد. این باشگاه فوتبال در محوطه دانشگاه صنعتی پاپوآ گینه نو است.
این باشگاه دومین تیم تاریخ پاپوآ گینه نو بود که در مسابقات کنفدراسیون فوتبال اقیانوسیه (اواف‌سی) شرکت کرد و پس از کسب قهرمانی باشگاه‌های ملی پاپوآ گینه نو در سال ۲۰۰۱، برای مسابقات باشگاهی قهرمانی اقیانوسیه ۲۰۰۱ واجد شرایط شد. این تیم همچنین در سه دوره لیگ ملی فوتبال شرکت کرد و در چهار نوبت بین سال‌های ۲۰۰۱ و ۲۰۰۸ قهرمان لیگ منطقه‌ای لائه شد.

## افتخارات
1. ↑  "Unitech Football Club". sites.google.com. Archived from the original on 10 اكتبر 2020. Retrieved 2018-06-17. {{cite web}}: Check date values in: |archive-date= (help)
2. ↑  «Papua New Guinea - List of Champions». www.rsssf.org. دریافت‌شده در ۲۰۲۳-۰۴-۲۳.